# Gråmunkeholmen 4

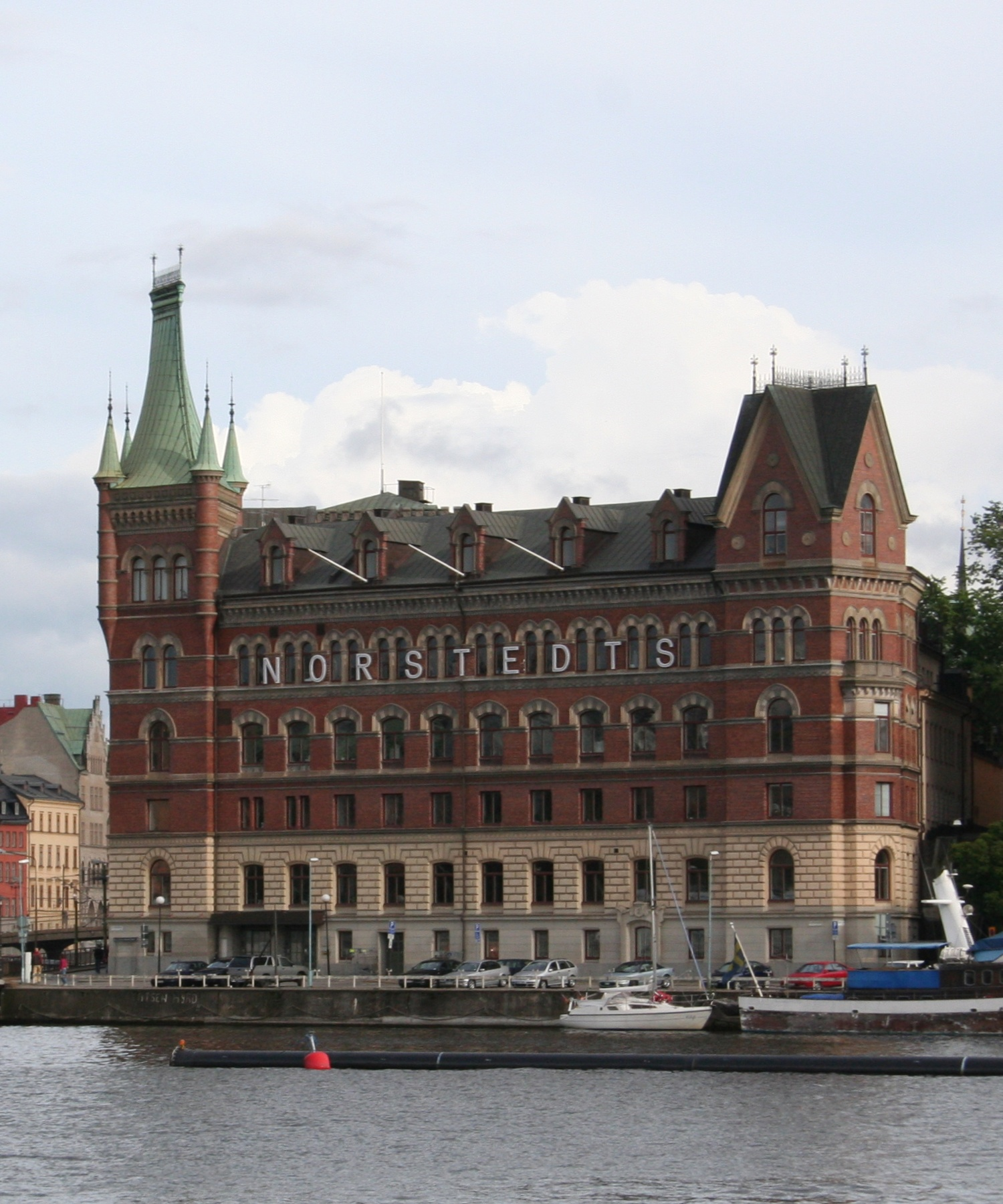
Norstedtshuset 2007

Gråmunkeholmen 4 är en fastighet på Riddarholmen i centrala Stockholm som består av tre byggnader som utgör ett eget kvarter. Fastigheten domineras av Norstedtshuset som avgränsar kvarteret från Riddarfjärden och centralbron men innehåller också två äldre byggnader som vetter mot Schering Rosenhanes gränd och Tryckerigränd.

## Bebyggelse
Fastigheten tillhörde tidigare det Stenbockska palatset som uppfördes på 1640-talet. Palatset köptes 1771 av de förmögne köpmannen Adolf Ludvig Levin som styckade av tomten och sålde palatset. Levin lät på den nya tomten uppföra ett större bostadshus ritat av Erik Palmstedt, kallat Levins villa. Levins hus inköptes 1833 av bokförlaget P.A. Norstedt som 1857 lät uppföra en tryckeribyggnad längs Schering Rosenhanes gränd som ritades av Johan Fredrik Åbom.
Det tredje huset, känt som Norstedtshuset, uppfördes på 1880-talet efter ritningar av Magnus Isaeus.

## Hyresgäster
Norstedts förlag finns kvar i fastigheten som hyresgäster. I Levins villa finns idag Domstolsverkets Stockholmskontor.

## Bilder

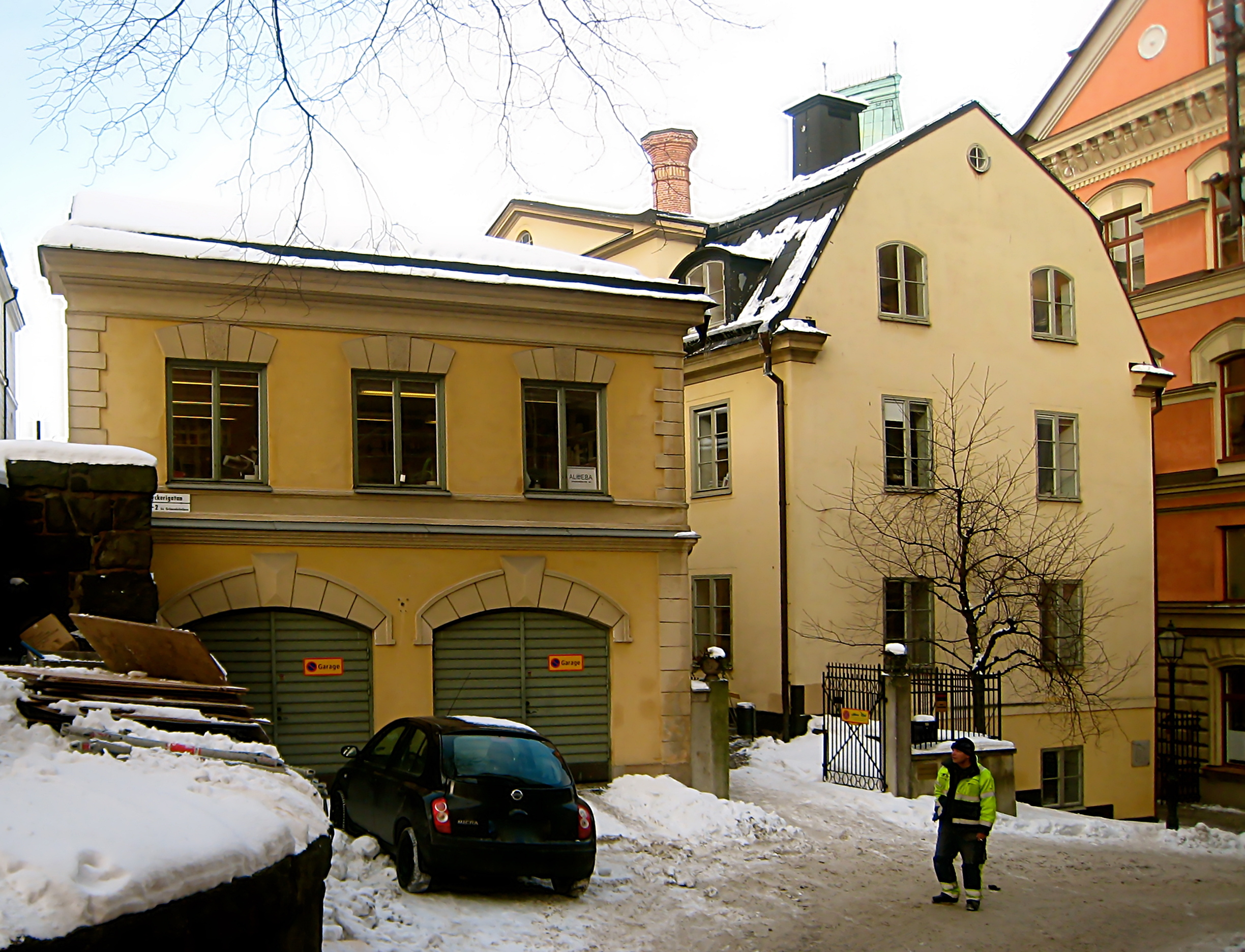
Vy från Tryckerigränd. Levins bostadshus till höger.
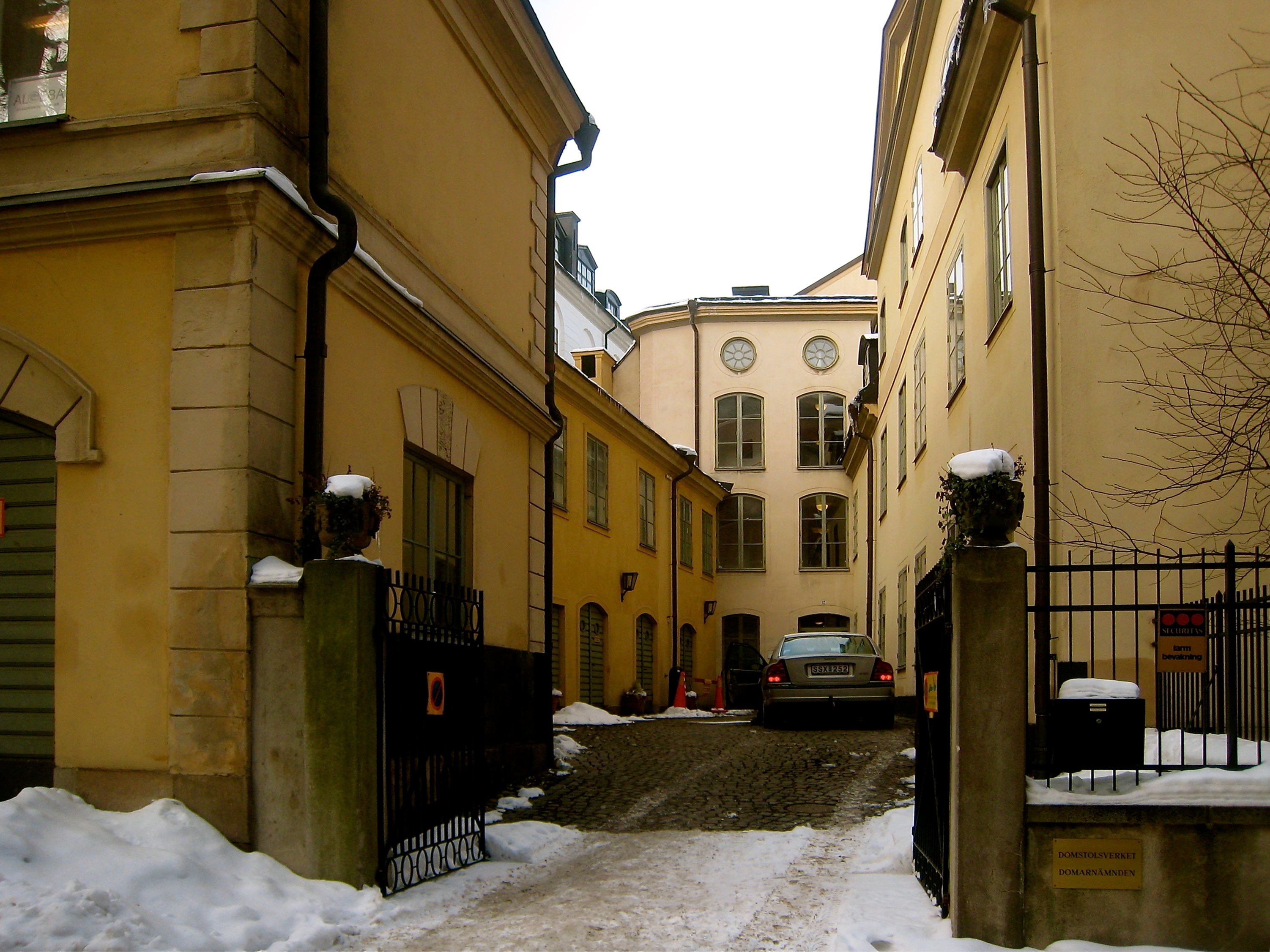
Vy in mot gården, i fonden tryckerihuset.
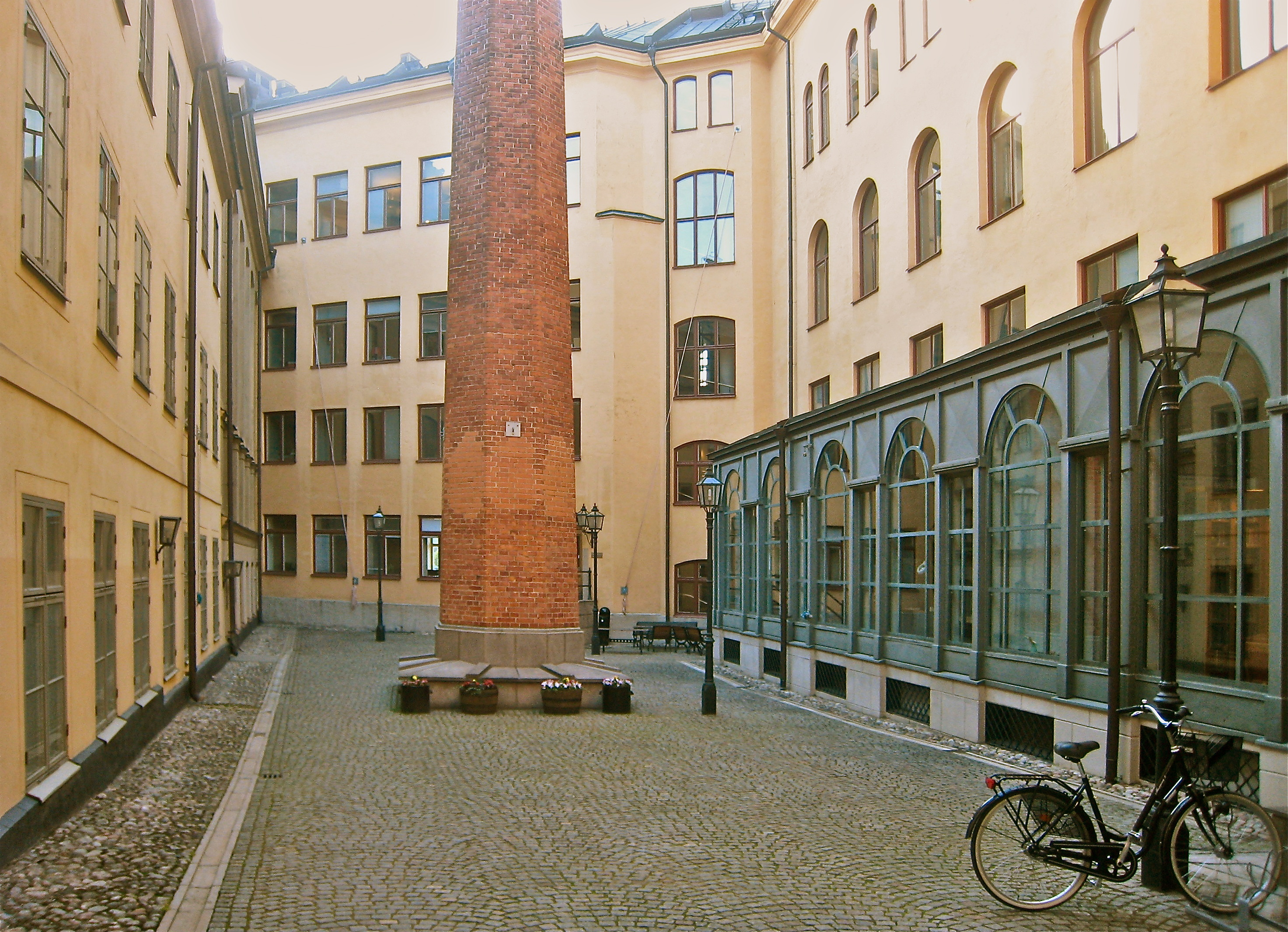
Norstedtshusets gård. Till vänster kvarterets äldre bebyggelse med Levins hus närmast.